# LoCloud Collections
LoCloud Collections – platforma internetowa świadcząca usługi tworzenia i przechowywania bibliotek oraz archiwów cyfrowych na licencji freemium. Portal, opracowany w 2015 roku i zarządzany przez Poznańskie Centrum Superkomputerowo-Sieciowe, jest oparty na oprogramowaniu Lightweight Digital Library System, rozwijanym w ramach projektu LoCloud – sieci serwisów chmurowych, koordynowanej przez Norweskie Archiwa Narodowe i współfinansowanej przez UE. Serwis został utworzony w celu optymalizacji przetwarzania treści mających trafić do Europeany.

## Misja
Serwis powstał, aby umożliwić instytucjom kulturalnym nieposiadającym własnej infrastruktury IT, publikowanie w Internecie informacji o zdigitalizowanych zasobach i sprawne udostępnianie ich Europeanie. LoCloud Collections gwarantuje bezpieczeństwo danych.

## Funkcjonalność
Funkcjonalność LoCloud Collections polega na przechowywaniu archiwów cyfrowych różnego formatu i organizację wyświetlania tychże w biblioteki, kolekcje i wystawy. Do mediów obsługiwanych przez ten portal zaliczają się pliki audio, wideo, graficzne i tekstowe. Metadane każdego pliku są konfigurowane w systemie Dublin Core. Ta struktura metadanych jest kompatybilna z Europeaną i umożliwia bezkonfliktowe transfery danych do tej biblioteki cyfrowej.

### Omeka
Interfejs użytkownika opiera się na systemie Omeka, który poza wykonywaniem operacji strukturowania archiwów, pozwala m.in. na zarządzanie użytkownikami, dostosowanie motywów graficznych, obsługę wtyczek, elementów osadzonych czy geolokalizacji plików.

## Opłaty
Usługa LoCloud Collections jest dostępna w modelu Software-as-a-Service. Utworzenie bibliotek i przechowywanie na nich niewielkich ilości danych jest darmowe. Przestrzenie dyskowe powyżej 500MB podzielone są na progi płatnościowe, których miesięczne plany taryfowe egzekwowane są w zależności od ilości miejsca wykorzystywanego przez bibliotekę.

## Przykłady zasobów bibliotecznych w hostingu LoCloud Collections
- Biblioteka SGSP
- Biblioteka Poznańskiego Towarzystwa Przyjaciół Nauk
- Polska Literatura Dziecięca
- Biblioteka Cyfrowa Informatyki Polskiego Towarzystwa Informatycznego